# Bernhard Sekles

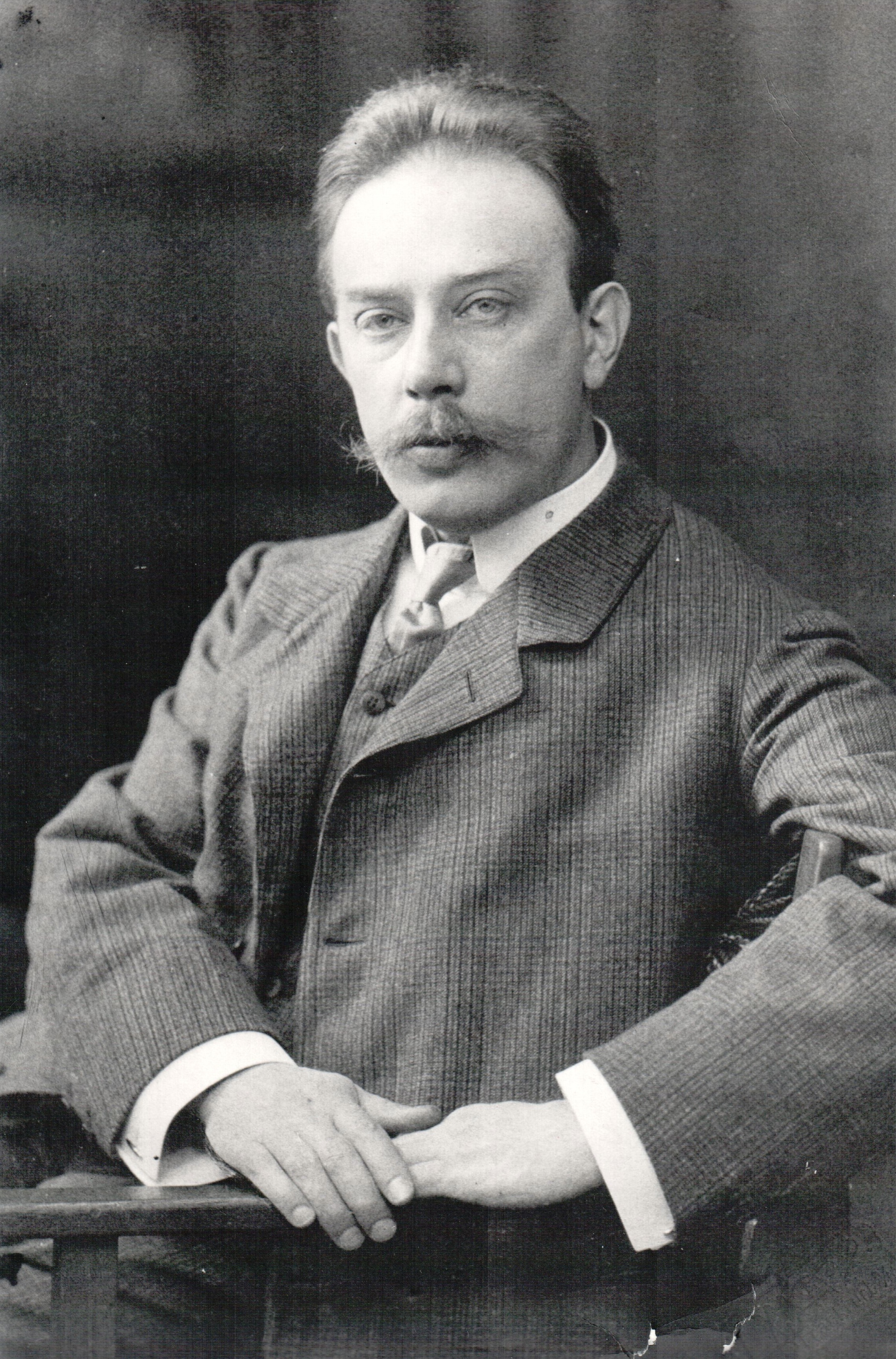
Bernhard Sekles, ca. 1913

Bernhard Sekles (geboren als Bernhard Seckeles 20. Juni 1872 (abweichende Angabe: 20. März 1872) in Frankfurt am Main; gestorben 8. Dezember 1934 ebenda) war ein deutscher Komponist, Dirigent, Pianist und Musikpädagoge.

## Leben

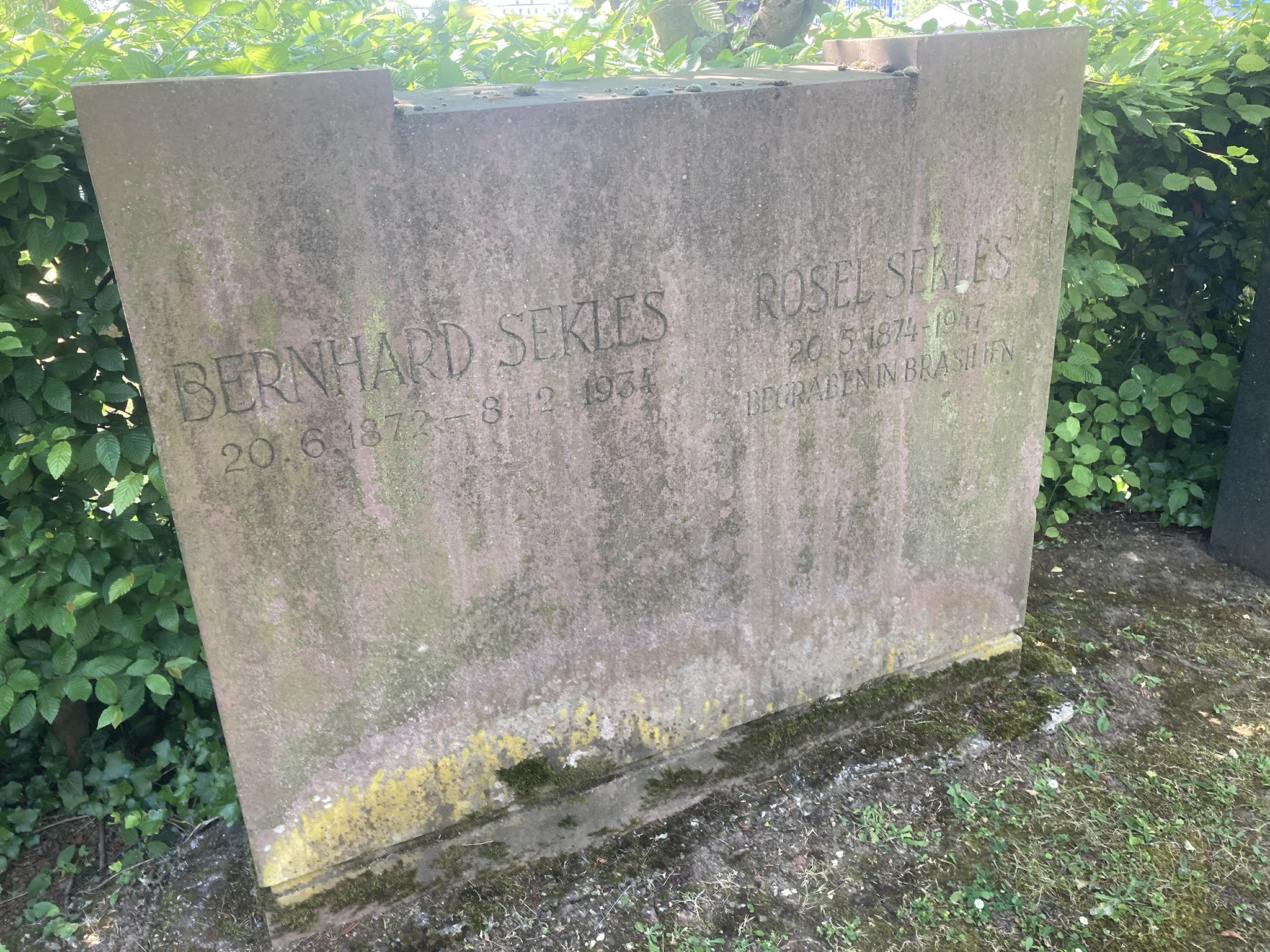
Grabstein, Neuer Jüdischer Friedhof Frankfurt am Main

Bernhard Sekles wurde als Sohn von Maximilian Seckeles und Anna (geb. Bischheim) am 20. Juni 1872 geboren. Der Name wurde später auf Bernhard Sekles geändert. Nach privater Unterweisung bei dem Komponisten Wilhelm Hill studierte Sekles ab 1888 am Hoch’schen Konservatorium in Frankfurt am Main bei Engelbert Humperdinck (Instrumentation), Iwan Knorr (Komposition) und Lazzaro Uzielli (Klavier). Nach dem Studienabschluss wurde er Kapellmeister an den Theatern in Heidelberg (1893/94) und Mainz (1895/96). 1896 kehrte er als Lehrer ans Hoch’sche Konservatorium zurück, wo er zunächst Musiktheorie unterrichtete und ab 1906 auch Komposition. 1924 wurde er Direktor des Konservatoriums, das unter seiner Leitung durch die Einrichtung neuer Fächer bedeutend erweitert wurde (neu hinzu kamen: Dirigentenklasse, Opernschule, Privatmusiklehrer-Seminar, Institut für Kirchenmusik, Kurse für musikalische Früherziehung und Erwachsenenbildung). 1928 gründete er zudem – gegen heftigen Widerstand konservativer Kreise – die erste Jazzklasse überhaupt und berief den jungen Mátyás Seiber zu deren Leiter. Wegen seiner jüdischen Abstammung wurde Sekles zum 31. August 1933 von den Nationalsozialisten entlassen und seine Musik verboten. Sekles starb in einem jüdischen Altersheim in Frankfurt am 8. Dezember 1934 an Lungentuberkulose. Er wurde auf dem Neuen Jüdischen Friedhof in Frankfurt am Main begraben.
Am 22. Mai 2022 wurde ein Platz im Frankfurter Stadtteil Westend Bernhard-Sekles-Platz benannt.

## Musik
Sekles begann als Lieder-Komponist in der Nachfolge von Brahms. Es folgten Kammermusiken, Orchester- und Bühnenwerke, mit denen er sich in Richtung Impressionismus bewegte und die ihm zunehmende Bekanntheit brachten. Daneben flossen Elemente außereuropäischer Musikkulturen sowie die kontrapunktische Linearität der „Neuen Sachlichkeit“ in sein Schaffen ein. Dieses weist eine ungewöhnlich große stilistische Bandbreite auf, die sich zwischen spätromantischer Tonalität, exotischer Modalität und gemäßigt moderner Harmonik bis an die Grenze zur Atonalität bewegt. Als besonders charakteristisch und typisch gilt sein musikalischer Exotismus, der ihn als einen Pionier des Transkulturalismus ausweist. Sein Schüler Adorno, der ihn 1922 zum 50. Geburtstag porträtiert hat, hebt Sekles’ lyrische Begabung hervor und erwähnt die Opern Scheherazade und Hochzeit des Fauns sowie die 15 Gesichte für kleines Orchester als besonders gelungen. Adorno lobt Sekles bei dieser Gelegenheit auch für seine „warme Menschlichkeit, die alles Technische mit Leben und Verantwortung erfüllt; auch um seiner klugen Methodik und sachlichen Strenge gegen alles Verblasene, Unorganische und Gemachte willen“. Später hat sich Adorno kritischer über Sekles, der ihm „die atonalen Mucken auszutreiben versuchte“, geäußert. Auf das Erstarken des militanten Antisemitismus gegen Ende der Weimarer Republik reagierte Sekles mit einer zunehmenden Hinwendung zu seinen jüdischen Wurzeln, was seinen musikalischen Niederschlag etwa in dem Orchesterwerk Der Dybuk und dem Männerchor Vater Noah fand. Nach seiner Entlassung durch die Nazis im Jahr 1933 fand er in der Psalmkomposition An den Wassern Babylons saßen wir und weinten (Psalm 137) zu einer sakralen Schlichtheit von großer Eindringlichkeit. Sekles’ Musik verschwand nach ihrem Verbot 1933 aus dem Musikleben und geriet in Vergessenheit. Ihre Wiederentdeckung steht immer noch aus.

## Werke (Auswahl)

### Kompositionen
Verlage: Schott, Eulenburg, Leuckart, Brockhaus, Oehler, Rahter u. a.

#### Bühne
- Der Zwerg und die Infantin, Ballett, op. 22, 1913
- Schahrazade, Oper, op. 26, 1917 – Dichtung von Gerdt von Bassewitz
- Die Hochzeit des Faun, komische Oper, 1921
- Die zehn Küsse, komische Oper, 1926

#### Orchester
- Aus den Gärten der Semiramis, symphonische Dichtung, op. 19
- Kleine Suite, dem Andenken E. T. A. Hoffmanns, op. 21
- Die Temperamente, 4 symphonische Sätze für großes Orchester, op. 25, 1916
- Passacaglia und Fuge für großes Orchester und Orgel, op. 17, 1922
- Gesichte, fantastische Miniaturen für kleines Orchester, op. 29, 1923
- Der Dybuk, Vorspiel für Orchester, op. 35, 1928
- Symphonie Nr. 1, op. 37, 1930

#### Kammermusik
- Trio für Klarinette, Violoncello und Klavier, op. 9
- Skizzen für Klavier, op. 10
- Serenade für 11 Soloinstrumente, op. 14, 1907
- Divertimento für Streichquartett, op. 20, 1911
- Passacaglia und Fuge im vierfachen Kontrapunkt für Streichquartett, op. 23, 1914
- Sonate in d-Moll für Violoncello und Klavier, op. 28, 1919
- Streichquartett, op. 31, 1923
- Suite Nr. 1 für Klavier, op. 34
- Der Musik-Baukasten für Klavier zu 3 oder 4 Händen, 1930
- Chaconne über ein achttaktiges Marschthema für Bratsche und Klavier, Op. 38, 1931
- Sonate für Violine und Klavier, op. 44

#### Vokalmusik
- Volkspoesien aus dem Rumänischen, für Bariton und Klavier, op. 7, 1900
- Aus ›Hafis‹, 4 Gesänge für Bariton und Klavier, op. 11, 1902
- Aus dem Schi-King (Friedrich Rückert), 18 Lieder für hohe Stimme und Klavier, op. 15, 1907
- 4 Lieder auf Gedichte von Friedrich Rückert für Bariton und Klavier, op. 18, 1911
- 4 Lieder für Frauenchor und Klavier, op. 6, 1899
- 6 volkstümliche Gesänge für Sopran, Männerchor und Klavier, op. 12, 1904
- Variationen über ›Prinz Eugen‹ für Männerchor, Blas- und Schlaginstrumente, op. 32, 1926
- Vater Noah für Männerchor, op. 36
- Psalm 137 für gemischten Chor, Sopran und Orgel, 1933/1934 (Herausgegeben von Edmund Brownless – Laurentius-Musikverlag)[13]

### Musiktheoretische und unterrichtspraktische Werke
- Musikdiktat, Übungsstoff in 30 Abschnitten, Lehrbuch, Mainz 1901
- Instrumentations-Beispiele, Mainz 1912
- Musikalische Geduldspiele – Elementarschule der Improvisation, Mainz 1931
- Grundzüge der Formenlehre
- Harmonielehre

## Schüler
- Theodor W. Adorno
- Ottmar Gerster
- Hermann Heiß
- Paul Hindemith
- Anthony van Hoboken
- Alfred Huth
- Albert Jung
- Erich Itor Kahn
- Hans Rosbaud
- Max Rudolf
- Cyril Scott
- Erich Schmid
- Rudi Stephan

## Diskografie
- Chamber Music: Rhapsody, Sonata op. 44, Sonata op. 28, Capriccio; Marat Dickermann (Violine), László Fenyö (Violoncello), Monica Gutman, Julia Okruashvili (Klavier). Zuk Records 334, 2011.
- Chamber Music: Chaconne op. 38, Violin Sonata op. 44, Cello Sonata op. 28, Capriccio; Solomia Soroka (viola, violin), Noreen Silver (cello), Phillip Silver (piano). Toccata Classics TOCC 0147, London 2013.
- Lieder: First Recordings (Aus dem Schi-King, op. 15; Liebeslieder nach slawischen und romanischen Dichtungen, op. 13 – Excerpts; Lieder-Kreis, op. 8 – Excerpts), Malte Müller (tenor), Werner Heinrich Schmitt (piano), Toccata Classics TOCC 0651, London 2022.
- Piano Works & Songs: Shi Jing Song Book (18 Songs); Fantasietten op. 42 (23 kleine Stücke für Klavier solo); Suite Nr. 1 op. 34 für Klavier; Jascha Nemtsov (Klavier), Tehila Nini Goldstein (Sopran). Hänssler Classic HC22008 (2 CDs), 2023.

## Dokumente
Briefe von Bernhard Sekles befinden sich im Bestand des Leipziger Musikverlages C. F. Peters im Staatsarchiv Leipzig.